# Centaurea iranshahrii
Centaurea iranshahrii — вид квіткових рослин айстрових (Asteraceae). Ендемік пд.-зх. Ірану.